# 野辺地慶三
野辺地 慶三（のべち けいぞう、1890年（明治23年）5月11日 - 1978年（昭和53年）6月25日）は、昭和時代の細菌学者、公衆衛生学者。

## 経歴・人物
岩手県盛岡市新築地（現・大通三丁目）にて野辺地慶治・せんの三男として生まれる。盛岡中学校（現・岩手県立盛岡第一高等学校）、第一高等学校（現・東京大学教養学部）を経て、1919年（大正8年）東京帝国大学医学部を卒業した。卒業後、伝染病研究所に入り、血清学的にコレラ菌を3つに分類できることを提唱した。また、1923年（大正12年）から米国に留学し、ハーバード大学公衆衛生学部を首席で卒業し、公衆衛生学博士となり、1927年（昭和2年）に帰国した。帰国後は国立公衆衛生院の創設と運営に尽くし、日本の保健所制度の礎を築いた。戦後は日本大学や名古屋大学で指導した。1973年（昭和48年）、これら功績により世界保健機構よりレオン・ベルナール賞を日本人として初めて受賞した。